# Lliga catalana d'hoquei sobre patins femenina 2024-2025
La V Lliga Catalana Femenina fou la cinquena edició de la Lliga catalana d'hoquei sobre patins. Se celebrà des del 14 setembre fins al 6 d'octubre de 2024 i fou organitzada per la Federació Catalana de Patinatge. Hi participaren vuit equips, la majoria dels quals competeixen a l'OK Lliga estatal. La competició es disputa en dues fases, la primera, en format de lligueta, i la segona, en format de final a quatre. A la primera fase, els clubs participants s'agruparen en dos grups de quatre equips cadascun i accediren a la següent fase els dos primers classificats d'ambdós grups. La segona fase es disputà amb semifinals i final, el 5 i 6 d'octubre al Pavelló Municipal de Roda de Ter.
Es proclamà campió el Cerdanyola Club Hoquei, que aconseguí el seu primer títol de Lliga catalana. Les jugadores del Generali HC Palau, Elsa Salvanyà, i del Cerdanyola CH, Irene Torres i Gemma Solé, foren les màximes golejadores de la competició amb set gols cadascuna.

## Clubs participants
- ORKLA Bigues i Riells
- Cerdanyola Club Hoquei
- Martinelia Club Patí Manlleu
- Lidergrip Club Hoquei Mataró
- Generali Hoquei Club Palau de Plegamans
- Oxigen Patí Hoquei Club Sant Cugat
- Club Patí Vila-sana
- Club Patí Voltregà

## Primera fase

### Competició

#### Primera jornada
| 14 de setembre     | Oxigen PHC Sant Cugat                       | 4-5 | Martinelia CP Manlleu | Sant Cugat del Vallès                            |  |
| 19:00 CET Partit 1 | Angrill 13', 17' · Costa 18' · Balcells 22' |     |                       | Pavelló Esportiu Municipal Ricard Laribal Abante |  |

| 14 de setembre     | ORKLA Bigues i Riells | 1-2 | CP Voltregà | Bigues i Riells del Fai              |  |
| 20:00 CET Partit 2 | Borras 33' (f.d.)     |     |             | Pavelló Can Badell Roger Nadal Botet |  |

| 14 de setembre     | Lidergrip CH Mataró | 1-1 | CP Vila-sana | Mataró                                    |  |
| 20:30 CET Partit 3 | Juanola 31'         |     |              | Pavelló del CH Mataró Marc Vilardell Coll |  |

| 14 de setembre     | Cerdanyola CH           | 2-11 | Generali HC Palau | Cerdanyola del Vallès                                      |  |
| 20:45 CET Partit 4 | Sole 28' · Valverde 39' |      |                   | Pavelló Esportiu Municipal Can Xarau Jordi Reverter García |  |

#### Segona jornada
| 8 de setembre      | CP Vila-sana              | 2-1 | Oxigen PHC Sant Cugat | Vila-sana                               |  |
| 12:30 CET Partit 4 | Planella 17' · Ortega 34' |     |                       | Poliesportiu Municipal Alan Navarro Mir |  |

| 20 de setembre     | Martinelia CP Manlleu      | 3-3 | Lidergrip CH Mataró | Manlleu                                     |  |
| 20:45 CET Partit 5 | Comas 5' · Aviles 20', 40' |     |                     | Pavelló Municipal Josep Oriol Escobar López |  |

| 21 de setembre     | CP Voltregà                                | 4-4 | Cerdanyola CH | Sant Hipòlit de Voltregà                  |  |
| 17:30 CET Partit 7 | Vilamala 22' · Vistós 27', 43' · Bosch 49' |     |               | Pavelló Municipal Oriol Casabella Jiménez |  |

| 21 de setembre     | Generali HC Palau                                                                                   | 10-2 | ORKLA Bigues i Riells | Palau Solità i Plegamans                |  |
| 20:00 CET Partit 8 | Busquets 1', 4' · Fontdeglòria 5', 6' · M. Méndez 18' · Salvanyà 19', 27', 31', 36' · A. Méndez 30' |      |                       | Pavelló Municipal Albert Leon Figuerola |  |

#### Tercera jornada
| 27 de setembre     | Lidergrip CH Mataró                    | 3-2 | Oxigen PHC Sant Cugat | Mataró                                      |  |
| 21:15 CET Partit 9 | Martínez 20' · Parés 23' · Naranjo 35' |     |                       | Pavelló del CH Mataró Marc Gonzalo Miguélez |  |

| 28 de setembre      | CP Vila-sana | 1-0 | Martinelia CP Manlleu | Bell-lloc                                     |  |
| 18:00 CET Partit 10 | Felamini     |     |                       | Poliesportiu Municipal Núria Castellví García |  |

| 28 de setembre      | Cerdanyola CH | 11-1 | ORKLA Bigues i Riells | Cerdanyola del Vallès                |  |
| 19:45 CET Partit 11 |               |      |                       | Pavelló Esportiu Municipal Can Xarau |  |

| 28 de setembre      | Generali HC Palau | 5-2 | CP Voltregà | Palau Solità i Plegamans                |  |
| 20:00 CET Partit 12 |                   |     |             | Pavelló Municipal Sergi Bellés Manrique |  |

### Classificació
El Generali HC Palau i el Cerdanyola CH, primer i segon del grup A respectivament, i el CP Vila-sana i el Lidergrip CH Mataró, primer i segon del grup B, es classificaren per a disputar la fase final de la competició.

#### Grup A
| Pos | Equip                 | PJ | PG | PE | PP | GF | GC | DG  | Pts |                                |  | PAL | CER  | VOL | BIG  |
| --- | --------------------- | -- | -- | -- | -- | -- | -- | --- | --- | ------------------------------ |  | --- | ---- | --- | ---- |
| 1   | Generali HC Palau     | 3  | 3  | 0  | 0  | 26 | 6  | +20 | 9   | Classificats per la fase final |  | —   | 11–2 | 5–2 | 10–2 |
| 2   | Cerdanyola CH         | 3  | 1  | 1  | 1  | 17 | 16 | +1  | 4   | Classificats per la fase final |  |     | —    | 4–4 | 11–1 |
| 3   | CP Voltregà           | 3  | 1  | 1  | 1  | 8  | 10 | −2  | 4   |                                |  |     |      | —   | 2–1  |
| 4   | ORKLA Bigues i Riells | 3  | 0  | 0  | 3  | 4  | 23 | −19 | 0   |                                |  |     |      | —   |      |

#### Grup B
| Pos | Equip                 | PJ | PG | PE | PP | GF | GC | DG | Pts |                                |  | VOL | CER | BIG | PAL |
| --- | --------------------- | -- | -- | -- | -- | -- | -- | -- | --- | ------------------------------ |  | --- | --- | --- | --- |
| 1   | CP Vila-sana          | 3  | 2  | 1  | 0  | 4  | 2  | +2 | 7   | Classificats per la fase final |  | —   | 1–1 | 1–0 | 2–1 |
| 2   | Lidergrip CH Mataró   | 3  | 1  | 2  | 0  | 7  | 6  | +1 | 5   | Classificats per la fase final |  |     | —   | 3–3 | 3–2 |
| 3   | Martinelia CP Manlleu | 3  | 1  | 1  | 1  | 8  | 8  | 0  | 4   |                                |  |     |     | —   | 5–4 |
| 4   | Oxigen PHC Sant Cugat | 3  | 0  | 0  | 3  | 7  | 10 | −3 | 0   |                                |  |     |     | —   |     |

## Fase final

### Quadre de competició
|  | Semifinals            | Semifinals    |                       |   | Final | Final |
|  |                       |               |                       |   |       |       |
|  | 5 d'octubre 18:45 CET |               |                       |   |       |       |
|  |                       |               |                       |   |       |       |
|  | Generali HC Palau     | 6             |                       |   |       |       |
|  | Generali HC Palau     | 6             | 6 d'octubre 18:30 CET |   |       |       |
|  | Lidergrip CH Mataró   | 1             |                       |   |       |       |
|  | Lidergrip CH Mataró   | 1             | Generali HC Palau     | 3 |       |       |
|  | 5 d'octubre 20:45 CET |               | Generali HC Palau     | 3 |       |       |
|  |                       | Cerdanyola CH | 4                     |   |       |       |
|  | CP Vila-sana          | Cerdanyola CH | 4                     | 3 |       |       |
|  | CP Vila-sana          |               |                       | 3 |       |       |
|  | Cerdanyola CH         | 4             |                       |   |       |       |
|  | Cerdanyola CH         | 4             |                       |   |       |       |

### Semifinals
A la primera semifinal, s'imposà el Generali HC Palau per 6 a 1 al Lidergrip CH Mataró. Destacaren els dos d'Aina Florenza, Elsa Salvanyà i Anna Casarramona, respectivament.
| Generali HC Palau                                            | 6‐1     | Lidergrip CH Mataró |
| ------------------------------------------------------------ | ------- | ------------------- |
| Florenza 10', 25' · Salvanyà 19', 40' · Casarramona 24', 48' | Informe | Almirall 31'        |

A la segona semifinal, el Cerdanyola CH donà la sorpresa i guanyà per 3 a 4 al CP Vila-sana, amb dos gols Irene Torres, Ana Valverde i Carla Castro.
| CP Vila-sana              | 3‐4     | Cerdanyola CH                               |
| ------------------------- | ------- | ------------------------------------------- |
| Antón 6', 25' · Porta 46' | Informe | Torres 39', 39' · Valverde 42' · Castro 48' |

### Final
El Generali HC Palau, vigent campió de la competició, i el Cerdanyola CH disputaren la final de la V Lliga catalana, que es disputà al Pavelló Municipal de Roda de Ter, el 6 d'octubre de 2024. La final es caracteritzà per la igualtat dels dos equips, destacant els dos gols Irene Torres per part cerdanyolenca, i no es resolgué fins als últims instants amb un gol Carla Castro. El Cerdanyola CH s'imposà, contra tot pronòstic, al Generali HC Palau per 3 a 4, i es proclamà campió de la Lliga catalana per primera vegada a la seva història.
| Generali HC Palau                       | 3‐4 | Cerdanyola CH                                |
| --------------------------------------- | --- | -------------------------------------------- |
| Busquets 5' · Codina 19' · Florenza 20' |     | Solé 1' (f.d.) · Torres 7', 28' · Castro 40' |

| }} Generali HC Palau | Cerdanyola CH |

| #              | Pos. | Nom                |    |
| -------------- | ---- | ------------------ | -- |
| 8              | POR  | Jana Costa         |    |
| 2              |      | Berta Busquets     |    |
| 3              |      | Laura Puigdueta    |    |
| 6              |      | Aina Florenza      |    |
| 7              |      | Carla Fontdeglòria | 1' |
| 19             |      | Elsa Salvanyà      |    |
| 61             |      | Mariona Méndez     |    |
| 62             |      | Marina Codina      |    |
| 64             |      | Ariadna Méndez     |    |
| 88             | POR  | Laura Vicente      |    |
| Entrenador     |      |                    |    |
| Andi Colaianni |      |                    |    |

| Campió de la Lliga catalana 2024-25 |
| ----------------------------------- |
| Cerdanyola CH Primer títol          |

| #             | Pos. | Nom             |    |
| ------------- | ---- | --------------- | -- |
| 82            | POR  | Estela Rubio    |    |
| 7             |      | Paula Ferrón    |    |
| 9             |      | Irene Torres    |    |
| 13            |      | Gemma Solé      | 3' |
| 22            |      | Laura Valverde  |    |
| 23            |      | Ana Valverde    |    |
| 26            |      | Ariadna Carrión |    |
| 46            |      | Noa González    |    |
| 68            |      | Carla Castro    |    |
| 21            | POR  | Gore Paredes    |    |
| Entrenador    |      |                 |    |
| Juanjo Ferrer |      |                 |    |

## Estadístiques
| Nota. Jugadores amb quatre o més gols |

| Classificació final | Classificació final   | Classificació final | Classificació final | Classificació final | Classificació final | Classificació final | Classificació final | Classificació final |
| Pos.                | Club                  | PJ                  | PG                  | PE                  | PP                  | GF                  | GC                  | Gav                 |
| ------------------- | --------------------- | ------------------- | ------------------- | ------------------- | ------------------- | ------------------- | ------------------- | ------------------- |
| 1                   | Cerdanyola CH         | 5                   | 3                   | 1                   | 1                   | 25                  | 22                  | +3                  |
| 2                   | Generali HC Palau     | 5                   | 4                   | 0                   | 1                   | 35                  | 11                  | +24                 |
| 3                   | CP Vila-sana          | 4                   | 2                   | 1                   | 1                   | 7                   | 5                   | +2                  |
| 4                   | Lidergrip CH Mataró   | 4                   | 1                   | 2                   | 1                   | 8                   | 12                  | -4                  |
| 5                   | Martinelia CP Manlleu | 3                   | 1                   | 1                   | 1                   | 8                   | 8                   | 0                   |
| 6                   | CP Voltregà           | 3                   | 1                   | 1                   | 1                   | 8                   | 10                  | -2                  |
| 7                   | Oxigen PHC Sant Cugat | 3                   | 0                   | 0                   | 3                   | 7                   | 10                  | -3                  |
| 8                   | ORKLA Bigues i Riells | 3                   | 0                   | 0                   | 3                   | 4                   | 23                  | -19                 |

| Màxima golejadora | Màxima golejadora  | Màxima golejadora | Màxima golejadora | Màxima golejadora | Màxima golejadora | Màxima golejadora | Màxima golejadora |
| #                 | Nom                | G                 | PJ                | GPP               | Asst.             | Pen               | FD                |
| ----------------- | ------------------ | ----------------- | ----------------- | ----------------- | ----------------- | ----------------- | ----------------- |
| 1                 | Elsa Salvanyà      | 7                 | 5                 | 1.40              | 1                 | 0/1               | 0                 |
| 2                 | Irene Torres       | 7                 | 4                 | 1.75              | 1                 | 0                 | 0/1               |
| 3                 | Gemma Solé         | 7                 | 5                 | 1.40              | 0                 | 1/2               | 1/3               |
| 4                 | Carla Castro       | 6                 | 5                 | 1.20              | 0                 | 0                 | 0                 |
| 5                 | Carla Fontdeglòria | 5                 | 5                 | 1.00              | 0                 | 0/1               | 0                 |
| 6                 | Marina Codina      | 5                 | 5                 | 1.00              | 0                 | 0                 | 0                 |
| 7                 | Laura Valverde     | 5                 | 5                 | 1.00              | 0                 | 0                 | 0                 |
| 8                 | Berta Busquets     | 4                 | 5                 | 0.80              | 7                 | 0/3               | 0/1               |